# Ogród niespodzianek
Ogród niespodzianek – czwarty solowy album studyjny polskiej piosenkarki i autorki tekstów Patrycji Kosiarkiewicz, wydany 4 kwietnia 2011 roku przez wydawnictwo muzyczne Dream Music. Album zawiera 12 utworów wokalistki, w tym single „Zdumiewające”, „Czy komuś jeszcze wstyd?” oraz „Tratwa”.

## Lista utworów
Opracowano na podstawie materiału źródłowego.
1. „Życie jak świeczka na torcie”
2. „Czy komuś jeszcze wstyd?”
3. „Nic z tego”
4. „Tratwa”
5. „A jeśli i z nami tak ma być”
6. „Zdumiewające”
7. „Gabryś Stróż”
8. „Gorzki”
9. „Ogród niespodzianek”
10. „Owieczka”
11. „Motyle w brzuchu”
12. „Kama (sutra)”

## Autorka o płycie
Można się spodziewać fajnych tekstów, prawdziwych, choć momentami smutnych (tak mówią ci, którzy odsłuchali). Ja jednak twierdzę, że jestem pozytywna, racjonalnie pozytywna, świat jest, jaki jest i trzeba tę żabę przełknąć, życie staje się wtedy prostsze. Patrycja Kosiarkiewicz.